# Konsistenztheorie
Konsistenztheorien beschäftigen sich mit Aspekten der Stimmigkeit, Verträglichkeit oder Harmonie in den Beziehungen zwischen Kognitionen (die z. B. konsonant oder dissonant sein können), sowie den Auswirkungen von Dissonanzen als Widersprüche zwischen verschiedenen Kognitionen auf das Verhalten, die Motivation und die Einstellungen, wobei ein Zustand der Konsistenz (Widerspruchsfreiheit) als Zielzustand angestrebt wird. Ursprünglich wurden diese Ideen innerhalb der Gestaltpsychologie entwickelt, die ein Streben nach einem harmonischen, stimmigen, in sich geschlossenen Ganzen als zentrales Entwicklungsprinzip annimmt. 
Wichtige Vertreter von Konsistenztheorien sind:
- Leon Festinger: Theorie der kognitiven Dissonanz
- Kurt Lewin: Feldtheorie (Psychologie)
- Fritz Heider: Balancetheorie
- Klaus Grawe (Konsistenztheorie von Klaus Grawe)
- Carl I. Hovland: Assimilations-Kontrast-Theorie
- Charles E. Osgood und Percy H. Tannenbaum: Kongruenztheorie